# Grand Prix Austrii 1982
Grand Prix Austrii 1982 (oryg. Holiday Grosser Preis von Österreich) – 13. runda Mistrzostw Świata Formuły 1 w sezonie 1982, która odbyła się 15 sierpnia 1982, po raz 13. na torze Österreichring.
20. Grand Prix Austrii, 14. zaliczane do Mistrzostw Świata Formuły 1.

## Opis
Pole position do wyścigu wywalczył Nelson Piquet. Podczas wyścigu Piquet objął prowadzenie. Za nim jechał Alain Prost, który wyprzedził kolegę Piqueta z zespołu, Riccardo Patrese. Tymczasem doszło do kolizji obu kierowców Alfa Romeo, Andrei de Cesarisa i Bruno Giacomellego. Jeszcze na pierwszym okrążeniu Patrese odzyskał drugą pozycję, a na drugim wyprzedził Piqueta, tak więc w wyścigu prowadziły dwa Brabhamy, które szybko zyskiwały przewagę nad resztą kierowców.
Na krótko przed połową wyścigu Piquet zjechał do boksów uzupełnić paliwo i zmienić opony, po czym wrócił na tor na czwartej pozycji, tuż przed Keke Rosbergiem, a za Prostem i Elio de Angelisem. Kilka okrążeń później pit stop wykonał również Patrese, ale jego przewaga była wystarczająca, by po powrocie na tor utrzymać pozycję lidera, kilka sekund przed Prostem. Przewaga Patrese utrzymywała się, ale wkrótce potem wycofał się on z powodu awarii silnika. Prost pewnie prowadził, drugi był de Angelis, trzeci Piquet.
Piquet, broniący tytułu mistrza świata, nie był w stanie jednak po swoim pit stopie zbliżyć się do liderów, a musiał odpierać ataki Rosberga. Zaledwie cztery okrążenia po awarii Patrese samochód Piqueta również się zepsuł - awarii uległa elektryka. Bez blokującego go Piqueta, Rosberg zaczął zbliżać się do de Angelisa, który jednak nadal miał nad nim 10 sekund przewagi. Tymczasem Prost zwiększył przewagę do pół minuty, ale na 5 okrążeń przed końcem musiał wycofać się, ponieważ awarii uległ wtrysk. 
Prowadzenie w wyścigu objął więc de Angelis, ale szybko zbliżał się do niego Rosberg. Na początku ostatniego okrążenia Włoch miał nad Finem 1,6 s przewagi. Rosberg zaatakował de Angelisa, który jednak jadąc po optymalnej linii jazdy obronił pozycję. W ostatni zakręt de Angelis wszedł za szeroko, co próbował wykorzystać Rosberg, ale ostatecznie nie zdołał wyprzedzić de Angelisa, który miał nad Finem 5 setnych sekundy przewagi, co równa się połowie długości samochodu Formuły 1.
De Angelis bardzo cieszył się z pierwszego zwycięstwa, podobnie jak szef jego zespołu, Colin Chapman, który na znak radości rzucił swoją czapkę w powietrze. Rosberg zwiększył swoją szansę na mistrzostwo, tym bardziej że z powodu kontuzji liderujący w klasyfikacji generalnej Didier Pironi nie startował do końca sezonu. Drugie miejsce Fina pozwoliło mu wyprzedzić w klasyfikacji kierowców Johna Watsona i awansować na drugie miejsce. Podium w wyścigu uzupełnił Jacques Laffite.

## Lista startowa
| Nr | Kierowca           | Zespół                         | Samochód       | Silnik             | Opony |
| -- | ------------------ | ------------------------------ | -------------- | ------------------ | ----- |
| 1  | Nelson Piquet      | Parmalat Racing Team           | Brabham BT50   | BMW 1.5 R4T        | G     |
| 2  | Riccardo Patrese   | Parmalat Racing Team           | Brabham BT50   | BMW 1.5 R4T        | G     |
| 3  | Michele Alboreto   | Team Tyrrell                   | Tyrrell 011    | Ford DFV 3.0 V8    | G     |
| 4  | Brian Henton       | Team Tyrrell                   | Tyrrell 011    | Ford DFV 3.0 V8    | G     |
| 5  | Derek Daly         | TAG Williams Team              | Williams FW08  | Ford DFV 3.0 V8    | G     |
| 6  | Keke Rosberg       | TAG Williams Team              | Williams FW08  | Ford DFV 3.0 V8    | G     |
| 7  | John Watson        | Marlboro McLaren International | McLaren MP4/1B | Ford DFV 3.0 V8    | M     |
| 8  | Niki Lauda         | Marlboro McLaren International | McLaren MP4/1B | Ford DFV 3.0 V8    | M     |
| 9  | Manfred Winkelhock | Team ATS                       | ATS D5         | Ford DFV 3.0 V8    | M     |
| 10 | Eliseo Salazar     | Team ATS                       | ATS D5         | Ford DFV 3.0 V8    | M     |
| 11 | Elio de Angelis    | John Player Team Lotus         | Lotus 91       | Ford DFV 3.0 V8    | G     |
| 12 | Nigel Mansell      | John Player Team Lotus         | Lotus 91       | Ford DFV 3.0 V8    | G     |
| 14 | Roberto Guerrero   | Ensign Racing                  | Ensign N181    | Ford DFV 3.0 V8    | M     |
| 15 | Alain Prost        | Equipe Renault Elf             | Renault RE30B  | Renault 1.5 V6T    | M     |
| 16 | René Arnoux        | Equipe Renault Elf             | Renault RE30B  | Renault 1.5 V6T    | M     |
| 17 | Rupert Keegan      | Rothmans March Grand Prix Team | March 821      | Ford DFV 3.0 V8    | A     |
| 18 | Raúl Boesel        | Rothmans March Grand Prix Team | March 821      | Ford DFV 3.0 V8    | A     |
| 20 | Chico Serra        | Fittipaldi Automotive          | Fittipaldi F9  | Ford DFV 3.0 V8    | P     |
| 22 | Andrea de Cesaris  | Marlboro Team Alfa Romeo       | Alfa Romeo 182 | Alfa Romeo 3.0 V12 | M     |
| 23 | Bruno Giacomelli   | Marlboro Team Alfa Romeo       | Alfa Romeo 182 | Alfa Romeo 3.0 V12 | M     |
| 25 | Eddie Cheever      | Equipe Talbot Gitanes          | Ligier JS19    | Matra 3.0 V12      | M     |
| 26 | Jacques Laffite    | Equipe Talbot Gitanes          | Ligier JS19    | Matra 3.0 V12      | M     |
| 27 | Patrick Tambay     | Scuderia Ferrari               | Ferrari 126C2  | Ferrari 1.5 V6T    | G     |
| 29 | Marc Surer         | Arrows Racing Team             | Arrows A4      | Ford DFV 3.0 V8    | P     |
| 30 | Mauro Baldi        | Arrows Racing Team             | Arrows A4      | Ford DFV 3.0 V8    | P     |
| 31 | Jean-Pierre Jarier | Osella Squadra Course          | Osella FA1C    | Ford DFV 3.0 V8    | P     |
| 33 | Tommy Byrne        | Theodore Racing Team           | Theodore TY02  | Ford DFV 3.0 V8    | G     |
| 35 | Derek Warwick      | Candy Toleman Motorsport       | Toleman TG181C | Hart 1.5 R4T       | P     |
| 36 | Teo Fabi           | Candy Toleman Motorsport       | Toleman TG181C | Hart 1.5 R4T       | P     |
| Nr | Kierowca           | Zespół                         | Samochód       | Silnik             | Opony |

## Wyniki

### Kwalifikacje
| P                       | Nr | Kierowca           | Konstruktor(-silnik) | Opony | Czas     | Odstęp   | Strata   |
| ----------------------- | -- | ------------------ | -------------------- | ----- | -------- | -------- | -------- |
| 1                       | 1  | Nelson Piquet      | Brabham-BMW          | G     | 1:27,612 | -        | -        |
| 2                       | 2  | Riccardo Patrese   | Brabham-BMW          | G     | 1:27,971 | 0:00,359 | 0:00,359 |
| 3                       | 15 | Alain Prost        | Renault              | M     | 1:28,864 | 0:00,893 | 0:01,252 |
| 4                       | 27 | Patrick Tambay     | Ferrari              | G     | 1:29,522 | 0:00,658 | 0:01,910 |
| 5                       | 16 | René Arnoux        | Renault              | M     | 1:30,261 | 0:00,739 | 0:02,649 |
| 6                       | 6  | Keke Rosberg       | Williams-Ford        | G     | 1:30,300 | 0:00,039 | 0:02,688 |
| 7                       | 11 | Elio de Angelis    | Lotus-Ford           | G     | 1:31,626 | 0:01,326 | 0:04,014 |
| 8                       | 3  | Michele Alboreto   | Tyrrell-Ford         | G     | 1:31,814 | 0:00,188 | 0:04,202 |
| 9                       | 5  | Derek Daly         | Williams-Ford        | G     | 1:32,062 | 0:00,248 | 0:04,450 |
| 10                      | 8  | Niki Lauda         | McLaren-Ford         | M     | 1:32,131 | 0:00,069 | 0:04,519 |
| 11                      | 22 | Andrea de Cesaris  | Alfa Romeo           | M     | 1:32,308 | 0:00,177 | 0:04,696 |
| 12                      | 12 | Nigel Mansell      | Lotus-Ford           | G     | 1:32,881 | 0:00,573 | 0:05,269 |
| 13                      | 23 | Bruno Giacomelli   | Alfa Romeo           | M     | 1:32,950 | 0:00,069 | 0:05,338 |
| 14                      | 26 | Jacques Laffite    | Ligier-Matra         | M     | 1:32,957 | 0:00,007 | 0:05,345 |
| 15                      | 35 | Derek Warwick      | Toleman-Hart         | P     | 1:33,208 | 0:00,251 | 0:05,596 |
| 16                      | 14 | Roberto Guerrero   | Ensign Racing-Ford   | M     | 1:33,555 | 0:00,347 | 0:05,943 |
| 17                      | 36 | Teo Fabi           | Toleman-Hart         | P     | 1:33,971 | 0:00,416 | 0:06,359 |
| 18                      | 7  | John Watson        | McLaren-Ford         | M     | 1:34,164 | 0:00,193 | 0:06,552 |
| 19                      | 4  | Brian Henton       | Tyrrell-Ford         | G     | 1:34,184 | 0:00,020 | 0:06,572 |
| 20                      | 20 | Chico Serra        | Fittipaldi-Ford      | P     | 1:34,187 | 0:00,003 | 0:06,575 |
| 21                      | 29 | Marc Surer         | Arrows-Ford          | P     | 1:34,422 | 0:00,235 | 0:06,810 |
| 22                      | 25 | Eddie Cheever      | Ligier-Matra         | M     | 1:34,620 | 0:00,198 | 0:07,008 |
| 23                      | 30 | Mauro Baldi        | Arrows-Ford          | P     | 1:34,715 | 0:00,095 | 0:07,103 |
| 24                      | 17 | Rupert Keegan      | March-Ford           | A     | 1:34,770 | 0:00,055 | 0:07,158 |
| 25                      | 9  | Manfred Winkelhock | ATS-Ford             | M     | 1:34,984 | 0:00,214 | 0:07,372 |
| 26                      | 33 | Tommy Byrne        | Theodore-Ford        | G     | 1:34,985 | 0:00,001 | 0:07,373 |
| Nie zakwalifikowali się |    |                    |                      |       |          |          |          |
| 27                      | 18 | Raúl Boesel        | March-Ford           | A     | 1:35,149 | 0:00,164 | 0:07,537 |
| 28                      | 31 | Jean-Pierre Jarier | Osella-Ford          | P     | 1:35,206 | 0:00,057 | 0:07,594 |
| 29                      | 10 | Eliseo Salazar     | ATS-Ford             | P     | 1:35,271 | 0:00,065 | 0:07,649 |
| P                       | Nr | Kierowca           | Konstruktor(-silnik) | Opony | Czas     | Odstęp   | Strata   |

### Wyścig
| P                 | Nr | Kierowca | Konstruktor        | Opony              | Okr. | Czas / Strata | Komentarz              |                   |
| ----------------- | -- | -------- | ------------------ | ------------------ | ---- | ------------- | ---------------------- | ----------------- |
| 1                 |    | 11       | Elio de Angelis    | Lotus-Ford         | G    | 53            | 1h25m02s212            |                   |
| 2                 |    | 6        | Keke Rosberg       | Williams-Ford      | G    | 53            | 1h25m02s337(+0:00,125) |                   |
| 3                 |    | 26       | Jacques Laffite    | Ligier-Matra       | M    | 52            | - 1 okr.               |                   |
| 4                 |    | 27       | Patrick Tambay     | Ferrari            | G    | 52            | - 1 okr.               |                   |
| 5                 |    | 8        | Niki Lauda         | McLaren-Ford       | M    | 52            | - 1 okr.               |                   |
| 6                 |    | 30       | Mauro Baldi        | Arrows-Ford        | P    | 52            | - 1 okr.               |                   |
| 7                 |    | 20       | Chico Serra        | Fittipaldi-Ford    | P    | 51            | - 2 okr.               |                   |
| 8                 |    | 15       | Alain Prost        | Renault            | M    | 48            | - 5 okr.               | wtrysk            |
| Niesklasyfikowani |    |          |                    |                    |      |               |                        |                   |
|                   |    | 7        | John Watson        | McLaren-Ford       | M    | 44            | - 9 okr.               | silnik            |
|                   |    | 4        | Brian Henton       | Tyrrell-Ford       | G    | 32            | - 21 okr.              | silnik            |
|                   |    | 1        | Nelson Piquet      | Brabham-BMW        | G    | 31            | - 22 okr.              | elektryka         |
|                   |    | 33       | Tommy Byrne        | Theodore-Ford      | G    | 28            | - 25 okr.              | poślizg           |
|                   |    | 29       | Marc Surer         | Arrows-Ford        | P    | 28            | - 25 okr.              | silnik            |
|                   |    | 2        | Riccardo Patrese   | Brabham-BMW        | G    | 27            | - 26 okr.              | silnik            |
|                   |    | 25       | Eddie Cheever      | Ligier-Matra       | M    | 22            | - 31 okr.              | silnik            |
|                   |    | 12       | Nigel Mansell      | Lotus-Ford         | G    | 17            | - 36 okr.              | silnik            |
|                   |    | 16       | René Arnoux        | Renault            | M    | 16            | - 37 okr.              | wtrysk            |
|                   |    | 9        | Manfred Winkelhock | ATS-Ford           | M    | 15            | - 38 okr.              | poślizg           |
|                   |    | 35       | Derek Warwick      | Toleman-Hart       | P    | 7             | - 46 okr.              | zawieszenie       |
|                   |    | 36       | Teo Fabi           | Toleman-Hart       | P    | 7             | - 46 okr.              | skrzynia biegów   |
|                   |    | 14       | Roberto Guerrero   | Ensign Racing-Ford | M    | 6             | - 47 okr.              | poślizg           |
|                   |    | 3        | Michele Alboreto   | Tyrrell-Ford       | G    | 1             | - 52 okr.              | poślizg           |
|                   |    | 17       | Rupert Keegan      | March-Ford         | A    | 1             | - 52 okr.              | układ kierowniczy |
|                   |    | 5        | Derek Daly         | Williams-Ford      | G    | 0             | - 53 okr.              | wypadek           |
|                   |    | 22       | Andrea de Cesaris  | Alfa Romeo         | M    | 0             | - 53 okr.              | wypadek           |
|                   |    | 23       | Bruno Giacomelli   | Alfa Romeo         | M    | 0             | - 53 okr.              | wypadek           |
| P                 | Nr | Kierowca | Konstruktor        | Opony              | Okr. | Czas / Strata | Komentarz              |                   |

### Najszybsze okrążenie
| Nr | Kierowca      | Konstruktor | Opony | Czas     | Okr. |
| -- | ------------- | ----------- | ----- | -------- | ---- |
| 1  | Nelson Piquet | Brabham-BMW | G     | 1:33,699 | 5    |